# Sheldon (Wisconsin)
Sheldon és una població dels Estats Units a l'estat de Wisconsin. Segons el cens del 2000 tenia 256 habitants.

## Demografia
Segons el cens del 2000, Sheldon tenia 256 habitants, 114 habitatges, i 63 famílies. La densitat de població era de 149,8 habitants per km².
Dels 114 habitatges en un 28,9% hi vivien nens de menys de 18 anys, en un 42,1% hi vivien parelles casades, en un 8,8% dones solteres, i en un 43,9% no eren unitats familiars. En el 36% dels habitatges hi vivien persones soles el 17,5% de les quals corresponia a persones de 65 anys o més que vivien soles. El nombre mitjà de persones vivint en cada habitatge era de 2,25 i el nombre mitjà de persones que vivien en cada família era de 2,95.
Per edats la població es repartia de la següent manera: un 24,2% tenia menys de 18 anys, un 5,9% entre 18 i 24, un 24,6% entre 25 i 44, un 27,7% de 45 a 60 i un 17,6% 65 anys o més.
L'edat mediana era de 42 anys. Per cada 100 dones de 18 o més anys hi havia 84,8 homes.
La renda mediana per habitatge era de 28.125 $ i la renda mediana per família de 33.125 $. Els homes tenien una renda mediana de 29.375 $ mentre que les dones 20.781 $. La renda per capita de la població era de 13.562 $. Aproximadament el 15,4% de les famílies i el 13,9% de la població estaven per davall del llindar de pobresa.

## Poblacions més properes
El següent diagrama mostra les poblacions més properes.